# Eurasijská deska

Eurasijská deska, vyznačená zeleně.

Eurasijská deska je tektonická deska, která zahrnuje většinu Eurasie (pevninu sestávající ze světadílů Asie a Evropy) s výjimkou Malé Asie, Indie, Arabského poloostrova a východní Sibiře. Její součástí je i severovýchodní část oceánské kůry Atlantského oceánu.
Západní okraj Eurasijské desky je ohraničen Středoatlantským hřbetem, který ji odděluje od Severoamerické desky. Je to jediný aktivní okraj desky. Od Africké desky ji odděluje Středozemní moře, na jeho východním okraji se nacházejí dvě menší desky – Egejská a Anatolská. Směrem na východ hraničí Eurasijská deska s Arabskou, Indickou, Sundskou, Amurskou, Ochotskou a deskou Yangtze.